# 阿道夫·奧吉
阿道夫·奧吉（德語：Adolf Ogi，1942年7月18日—），瑞士政治人物。
他是伯恩州的瑞士人民黨黨員，1987年12月9日被選入瑞士聯邦委員會，直到2000年12月31日交付權力。